# ملعب العربي الزاولي
ملعب العربي الزاولي هو ثاني أكبر ملعب كرة قدم في الدار البيضاء بعد المركب الرياضي محمد الخامس، بمقدرة إستيعابية تتسع لنحو 35000 مشجع، أسس عام 1990، في الحي المحمدي بالدار البيضاء، المغرب. وأطلق عليه ٱسم العربي الزاولي تيمناً بلاعب ومدرب ورئيس نادي الاتحاد البيضاوي السابق المغربي العربي الزاولي.
وقد استضاف الملعب المباراة النهائية لكأس الاتحاد الإفريقي 1999 بين نادي الوداد الرياضي والنجم الرياضي الساحلي التونسي.

## روابط خارجية
- العربي الزاولي…المعلمة المنسية
- أشغال إصلاح ملعب “العربي الزاولي” تنطلق قريبًا